# Sasuke Uchiha
Sasuke Uchiha (jap. うちはサスケ Uchiha Sasuke; wym. IPA: sasůke ɯʨiha) – fikcyjna postać występująca w mandze i anime Naruto, jeden z ostatnich żyjących potomków swojego klanu. Jest młodszym  bratem Itachiego.

## Opis
Dzieciństwo Sasuke spędził w cieniu starszego brata, Itachiego, który został nazwany dumą klanu Uchiha, jako że był wyjątkowo zdolny. W rezultacie rodzina w większości ignorowała małego Sasuke, zwłaszcza jego ojciec, który najbardziej był zaangażowany w wychowanie starszego syna. Matka tłumaczyła Sasuke to tym, że Itachi będzie musiał kiedyś wziąć na siebie odpowiedzialność za klan. Dodała też, że gdy chłopców nie ma w pobliżu, Fugaku rozmawia wyłącznie o Sasuke.
Chłopiec nie chciał być wiecznie niedoceniany. Był najzdolniejszym uczniem w swojej klasie w Akademii, jednak nawet to nie wystarczało jego rodzinie. Jak na ironię, jedynym krewnym, który doceniał Sasuke był jego brat. Ojciec przypomniał sobie o młodszym synu, dopiero gdy Itachi zaczął się buntować. Nauczył go Gōkakyū no Jutsu - techniki charakterystycznej dla członków klanu Uchiha. Nie krył jednak zawodu, gdyż siedmioletni Sasuke nie opanował tej techniki tak szybko, jak jego brat. Mały nie poddał się, codziennie ćwiczył do utraty tchu, aby zasłużyć na pochwałę. Gdy wreszcie mu się udało, nie zrobiło to wrażenia na ojcu, który ostrzegł go, by nie podążał krokami brata.
Sasuke chciał ukończyć Akademię w rok, podobnie jak Itachi.
Gdy Sasuke wracał spóźniony ze szkoły do domu, znalazł na ulicach ciała swoich krewnych. Pobiegł do domu ostrzec rodziców, jednak zastał tam Itachiego stojącego nad ich ciałami. Próbował zaatakować brata, jednak ten nie dał mu żadnych szans. Sasuke uciekł błagając, by go nie zabijał. Ten jednak zatrzymał go mówiąc, że nie jest wart zabijania. Itachi dodał również, że jedynie mały Sasuke mógłby kiedyś być dla niego godnym przeciwnikiem, biorąc pod uwagę jego obecne umiejętności. Zachęcił brata by stał się silniejszy wyłącznie po to, aby się zemścić. I on jest w stanie posiąść Mangekyō Sharingan, ale musi spełnić jeden warunek. Zabić swojego najlepszego przyjaciela. Zdecydował, że zabije brata za wszelką cenę.
Po powrocie do szkoły młody Uchiha stał się obiektem plotek. Nieustannie szeptano o nim na korytarzach, w wyniku czego odsunął się od przyjaciół. Stał się cichy, początkowo opuścił się w nauce. Dużo czasu spędzał na moście, gdzie ojciec uczył go Gōkakyū no Jutsu. Był samotny, podobnie jak Naruto. Obaj chłopcy często obserwowali się nawzajem, nie mieli jednak odwagi ze sobą porozmawiać.
Po zaliczeniu egzaminu końcowego w wieku 12 lat, Sasuke został przydzielony do siódmej drużyny pod kierownictwem Kakashiego Hatake razem z Naruto i Sakurą Haruno. Z początku nie chciał współpracować z kolegami z drużyny uważając, że nie dorównują mu umiejętnościami i będą go jedynie spowalniać na drodze do zemsty. Uważa Naruto za niezdarnego idiotę, który nie potrafi wykonać poprawnie ani jednego jutsu, a Sakurę za denerwującą dziewczynę, która skupia się wyłącznie na flirtowaniu.
Z upływem czasu Sasuke przestał być obojętny wobec Naruto i Sakury. Zaczął traktować ich jak przyjaciół i gotowy był oddać dla nich życie.

Przeklęta Pieczęć

Podczas egzaminu na chūnina jako jedyny z drużyny zachował odpowiednią czujność. Od Orochimaru otrzymał Przeklętą Pieczęć, która wyzwoliła w nim potężną siłę.

## Projekt „Sasuke Uchiha”
Podczas pracy nad mangą, Masashi Kishimoto nie miał zamiaru stworzyć postaci Sasuke. Po rozmowach z wydawcą o przyszłości serii zdecydował się stworzyć rywala dla głównego bohatera. Kogoś, kto byłby całkowitym przeciwieństwem Naruto. Kishimoto przeglądał mnóstwo mang i czasopism szukając pomysłu na określenie wzajemnych relacji Sasuke i Naruto - rywalizacji, która później zmieniła się w przyjaźń. Autor zawsze uważał, żeby Sasuke nigdy nie ukazywał zbyt wielu emocji. Z energicznym i ciamajdowatym Naruto oraz cichym, mrocznym Sasuke mangaka stwierdził, że udało mu się stworzyć rywali idealnych.
Projekt Sasuke sprawił Kishimoto wiele problemów. Młody Uchiha był dla autora wielkim wyzwaniem. Za każdym razem wyglądał zbyt dojrzale jak na dwunastolatka. Najwięcej czasu mangaka poświęcił jego oczom, ale gdy już udało mu się narysować Sasuke wedle jego oczekiwań, kolejnym kłopotem był jego ubiór. Pierwszym pomysłem było dodanie wielu ozdób, jako że Kishimoto bardzo lubił rysować postacie obwieszone naszyjnikami i tasiemkami. W końcu jednak zrezygnował z większości akcesoriów wzorując się na stroju Naruto.
Sasuke pozostaje dla Kishimoto najtrudniejszym do narysowania bohaterem. W czasie pracy nad projektem pojawiały się niezliczone błędy i poprawki, najczęściej związane ze zbyt dojrzałym wyglądem chłopca. Włosy Sasuke, początkowo krótkie, by zaoszczędzić czas mangaki, stopniowo stawały się dłuższe. Uchiha otrzymał nowy strój podczas egzaminu na chūnina, wraz z ulubionymi przez autora bandażami i tasiemkami na rękach i nogach. Jednak ze względu na to, że rysowanie Sasuke w nowym stroju było zbyt czasochłonne, w kolejnych tomach Kishimoto powrócił do rysowania go w niebieskiej koszulce. Gdy autor jest pytany o ulubionego bohatera, zawsze wymienia Sasuke. Pytany dlaczego odpowiada, że chłopiec kosztował go najwięcej wysiłku i nieprzespanych nocy, więc trudno by mu było go nie polubić.

### Sharingan
Sasuke aktywuje swój sharingan po raz pierwszy w wieku 7 lat podczas masakry klanu Uchiha. Ma on wówczas jedną łezkę. Jego dwułezkowa forma ujawnia się w wieku 12 lat podczas walki z Haku, gdy broni on Naruto. W pełni dojrzały, trzyłezkowy sharingan Sasuke osiąga podczas walki z Naruto w Dolinie Końca, po opuszczeniu Konohy. Po walce ze swoim bratem Itachim najmłodszy członek rodu Uchiha zyskuje Mangekyō Sharingan. Po rozmowie z Naruto w Kraju Żelaza, wskutek zbyt częstego używania Mangekyō (Sasuke tracił bowiem wzrok), zgodził się na przeszczep oczu od swojego zmarłego brata Itachiego. Zyskał tym samym Wieczny Mangekyō Sharingan.